# دیانا گومس
دیانا گومس (اسپانیایی: Diana Gómez‎؛ زادهٔ ۷ مارس ۱۹۸۹) بازیگر اهل اسپانیا است.
از فیلم‌ها یا برنامه‌های تلویزیونی که وی در آن نقش داشته‌است، می‌توان به گل‌های وحشی، سالوادور، معشوقه الوئیز، خانه کاغذی اشاره کرد.